# جين برات
جين برات (بالإنجليزية: Jane Pratt)‏ هي عازفة كمان ‏ وصحفية أمريكية، ولدت في 11 نوفمبر 1962 في سان فرانسيسكو في الولايات المتحدة.